# Drömmen om Italien
Drömmen om Italien är ett underhållningsprogram från 2010 som sändes på TV4. Programmet utspelar sig i den italienska byn Lapedona där fem svenska par tävlar om att få driva pensionatet Casa Onesti.
Vinnaren blev Diana Löfgren och Theo Findlay Brehmer som blev de nya ägarna till pensionatet Casa Onesti. Programledare var Filippa Lagerbäck. Tre experter sätter betyg på paren, bestående av Ermano Antocini, Silvia Marchegiani och Maria TheresaForesi. 

## Tävlande
- Jan Helge, 55 år och Therese Helge, 53 år från Göteborg.
- Arne Pehrs, 51 år och Caroline Pehrs, 45 år från Habo.
- Sören Gasslander, 67 år och Ulrika Westerlund, 42 år från Stockholm.
- Diana Löfgren, 29 år och Theo Findlay Brehmer, 38 år från Malmö.
- Kaveh Magnusson, 26 år och Rebecca Walldén, 24 år från Stockholm.